# مارگارت سوم
مارگارت سوم (انگلیسی: Margaret III, Countess of Flanders; ۱۳ آوریل ۱۳۵۰ – ۱۶ مارس ۱۴۰۵) آخرین کنتس فلاندر از سلسله دامپیر و همسر فیلیپ جسور بود.